# Temporada 2001-2002 de la UE Figueres
Si per alguna cosa es recordarà la temporada 2001-2002 de la Unió Esportiva Figueres no serà precisament pel 13è lloc a la classificació a la lliga de Segona Divisió B, amb 47 punts i més a prop del descens que dels tres primers (Barça B, Espanyol B i Saragossa B), ni tampoc perquè va ser la primera vegada que el Figueres militava al grup 2 (i no 3) de 2a B, barallant-se amb els equips bascos. Als afeccionats de la Unió encara se'ls posa la pell de gallina quan tanquen els ulls i rememoren el gol de Kali Garrido a la pròrroga del partit de 32ns de final de la Copa contra el Barça amb l'estadi de Vilatenim ple a vessar; el recital a Còrdova als quarts de final; l'adéu per la porta gran a Riazor contra el Deportivo en les semifinals, la rebuda a la plaça de l'Ajuntament...
En uns mesos de somni, la Unió de Pere Gratacós i Arseni Comas, i Albert Domínguez a la presidència, es va desfer del Terol (3a), el FC Barcelona (1a), l'Osasuna (1a), el Novelda (2a B) i el Còrdova (2a A) abans de cedir enfront del Deportivo de la Corunya (1a) en unes semifinals agòniques en l'edició 2001-02 de la Copa del Rei.
Un partit històric va ser el de 32ns de final contra el Futbol Club Barcelona en un estadi de Vilatenim ple de gom a gom el 7 de novembre del 2001. El Barça, amb un equip carregat d'internacionals (Xavi Hernández, Carles Puyol, Marc Overmars, Thiago Motta, Geovanni, Saviola...) i amb un pressupost pròxim als 30.000 milions, va veure com un equip modest de la divisió de bronze del futbol espanyol el derrotava a la pròrroga amb un gol de Kali Garrido. Aquell partit fou un aparador per la ciutat mentre la premsa internacional es feia ressò de la humiliant derrota soferta pel Barça. Era la tercera vegada que la Unió derrotava en partit oficial un equip de primera divisió (Hèrcules el 1981 i Espanyol el 1997 havien patit la mateixa situació).
Vint dies més tard, el Figueres derrotava, als 16ns de final i als penals, un altre 1a, l'Osasuna, aguantant amb fermesa defensiva 120 minuts durant els quals l'equip navarrès va dominar clarament el joc. La Unió igualava així la seva millor participació històrica a la Copa, els vuitens de final de la temporada 1980-81.
Els 8ns de final es jugaren el mes de desembre, contra un altre equip de 2a B, el Novelda alacantí. El Figueres va fer bo la victòria per 2-1 al Municipal de Vilatenim, ja que la tornada, a l'estadi de la Magdalena, passada per fang i amb incidents a l'autocar de la Unió al final del partit, va acabar amb empat a 0 gols.
A 4ts de final, el Figueres va haver d'enfrontar-se al Còrdova de 2a A. La inesperada victòria per 0-2 del Figueres a l'estadi Nuevo Arcángel va fer que l'equip es mentalitzés per escriure una de les pàgines daurades de la història del club el 16 de gener de 2002. L'empat a 0 gols a Vilatenim permetia a la Unió accedir per primer cop a la història a semifinals de la Copa del Rei.
El miracle de la Unió va començar a diluir-se a Vilatenim el 24 de gener del 2002, l'últim cop que el camp de Vilatenim s'ompliria de gom a gom. El sevillà Diego Tristán, jugador del Deportivo de la Corunya, tot un 1a (campió de la primera divisió tot just feia 2 temporades, la 1999-00), va fer l'únic gol del partit d'anada de semifinals, la qual cosa significava que totes les aspiracions del Figueres per arribar a la final de la Copa depenien de marcar com a mínim un gol a Riazor. La tornada, doncs, va disputar-se el 30 de gener del 2002 a La Corunya. Diego Tristán va tornar a marcar pel conjunt gallec al minut 7 de partit, la qual cosa volia dir que el Figueres havia de fer 2 gols per classificar-se per a la final. Per posar emoció a aquells minuts finals, l'àrbitre va assenyalar un penal a favor dels alt-empordanesos al minut 90 de partit, que va transformar Piti. El Figueres estava a un sol gol del miracle en temps de descompte, però quan Juli s'escapava sol per encarar el porter rival l'àrbitre va xiular el final del partit. S'acabava el somni.
Però continuaven les celebracions. Aquella nit, unes 200 persones es van acostar a la plaça de l'Ajuntament de Figueres per rebre a l'expedició de la Unió. Amb orquestra de fons, els jugadors del Figueres van ser rebuts com uns herois. Se sentien crits d'Unió! Unió! Pere Gratacós i tots els jugadors van dedicar unes paraules a tots aquells qui es van acostar a la plaça de l'Ajuntament.
L'endemà mateix, va arribar el reconeixement públic per part d'entitats esportives i de fora del món del futbol, com per exemple la recepció dels jugadors al Palau de la Generalitat de Catalunya per part del president Jordi Pujol.
El Figueres era l'equip revelació de la temporada, la premsa en parlava amb sorpresa i simpatia. Fins i tot la Reial Federació Espanyola de Futbol va convidar la plantilla a presenciar la final del torneig que es va celebrar a l'estadi Santiago Bernabéu, el 6 de març de 2002, i que acabaria guanyant precisament el Deportivo davant del Reial Madrid per 2-1.

## Fets destacats
2001
- 28 de juliol: primer partit amistós de la pretemporada, al camp del CE Llançà, amb victòria per 2 gols a 3.[31]
- 25 d'agost: el Figueres cau eliminat de la Copa Catalunya en 6a ronda, a Vilatenim, contra el Terrassa FC, a la tanda de penals.[32]
- 1 de setembre: primera jornada de lliga, a Santa Coloma, contra l'UDA Gramenet, amb empat a 0 gols.[33]
- 7 de novembre: el Figueres elimina, a Vilatenim, el FC Barcelona de Carles Rexach, als 32ns de final de la Copa del Rei, amb un gol de Kali Garrido al minut 1 de la pròrroga.[3][4][5]
- 27 de novembre: el Figueres elimina, a Vilatenim, el CA Osasuna de Miguel Ángel Lotina, als 16ns de final de la Copa del Rei, a la tanda de penals.[5][9]
- 19 de desembre: el Figueres elimina el Novelda CF a la tornada dels vuitens de final de la Copa del Rei, amb un empat a 0 gols a domicili[12][13] i fent bo el 2-1 de l'anada a Vilatenim.[10][11]

2002
- 16 de gener: el Figueres elimina el Còrdova CF a la tornada dels quarts de final de la Copa del Rei, amb un empat a 0 gols a Vilatenim,[16][17] fent bona la victòria 0-2 de l'anada a l'estadi Nuevo Arcángel.[14][15]
- 30 de gener: el Figueres cau eliminat a l'estadi de Riazor contra el Deportivo de la Corunya a la tornada de semifinals de la Copa del Rei, en un partit que acaba en empat a 1 gols.[23][24]
- 31 de gener: rebuda institucional de la Unió al Palau de la Generalitat de Catalunya per part del president Jordi Pujol.[29] A la nit, festa i celebracions a Figueres[26] i parlaments dels jugadors, equip tècnic i equip directiu des del balcó de l'Ajuntament de Figueres.[27]
- 18 de maig: últim partit de lliga al camp de la Reial Societat B, amb derrota per 3 gols a 2.[34]

## Plantilla
| Núm. | Pos. |                     | Jugador                                 | Procedència          | Temporada |
| ---- | ---- | ------------------- | --------------------------------------- | -------------------- | --------- |
|      | POR  | Catalunya           | Esteve Moner Écija (Moner)              | Cadis CF             | 1997-1998 |
|      | POR  | Aragó               | Juan Carlos Caballero Marín (Caballero) | CA Osasuna B         | 2001-2002 |
|      | POR  | Castella i Lleó     | Félix Campo Alonso (Félix)              | CP Cacereño          | 2001-2002 |
|      | DEF  | Catalunya           | Jordi Freixa Hernández (Freixa)         | UE Olot              | 1998-1999 |
|      | DEF  | Uruguai             | Daniel Fernández Veiras (Dani)          | Cartagena FC         | 1999-2000 |
|      | DEF  | Catalunya           | Fernando Núñez Lázaro (Fernando)        | RCD Espanyol         | 2000-2001 |
|      | DEF  | Catalunya           | Albert Serra Figueras (Serra)           | CD Banyoles          | 2000-2001 |
|      | DEF  | Illes Canàries      | Jesús Salvador Ruano Cabrera (Ruano)    | Cartagena FC         | 2000-2001 |
|      | DEF  | Comunitat de Madrid | Julio Algar Pérez-Castilla (Algar)      | Cartagena FC         | 2001-2002 |
|      | DEF  | Comunitat de Madrid | Miguel Ángel Núñez García (Núñez)       | CD Móstoles          | 2001-2002 |
|      | DEF  | Illes Balears       | Miguel Ángel Salas Bestard (Salas)      | Terrassa FC          | 2001-2002 |
|      | DEF  | Catalunya           | Arnau Sala Descals (Arnau)              | Còrdova CF           | 2001-2002 |
|      | DEF  | Catalunya           | Sergi Raset Reguero (Raset)             | CE L'Hospitalet      | 2001-2002 |
|      | MIG  | Catalunya           | Àngel Cortada Borràs (Cortada)          | Vilobí CF            | 1993-1994 |
|      | MIG  | Catalunya           | Pere Belmonte Rincón (Piti)             | CE Sabadell FC       | 1998-1999 |
|      | MIG  | Catalunya           | Josep Pagès Berga (Pagès)               | UDA Gramenet         | 2000-2001 |
|      | MIG  | Catalunya           | Víctor Cardona Anglada (Cardona)        | Llevant UE           | 2001-2002 |
|      | DAV  | Catalunya           | Juli Sunyer Serrat (Juli)               | AD Guíxols           | 1995-1996 |
|      | DAV  | Cantàbria           | José Luis Peña Revilla (Peña)           | Barakaldo CF         | 1996-1997 |
|      | DAV  | Catalunya           | José Cano Negro (Cano)                  | FE Figueres          | 1999-2000 |
|      | DAV  | Catalunya           | Eloi Fontanella Bonjoch (Eloi)          | Vilobí CF            | 2001-2002 |
|      | DAV  | Catalunya           | Antonio Carnero Saavedra (Antonio)      | CE Sabadell FC       | 2001-2002 |
|      | DAV  | Catalunya           | Álex Villanueva Vila (Villanueva)       | UE Cornellà          | 2001-2002 |
|      | DAV  | Andalusia           | José Emilio Guerra Rodríguez (Guerra)   | RCD Espanyol juvenil | 2001-2002 |
|      | DAV  | País Basc           | José Félix Garrido Muro (Kali)          | Nàstic de Tarragona  | 2001-2002 |

Llegenda:  ·   Capità  ·   Juvenil  ·   Lesionat  ·   Altes  ·   Passaport europeu  ·   Extracomunitari  ·   Extracomunitari sense restricció
Altres jugadors utilitzats a la temporada: Carlos Santiago Flotats (FE Figueres), Alexis Almansa Quero (FE Figueres), Robert Fernández Moreno (FE Figueres), Daniel Palomeras Portillo (Vilobí CF)
| Baixes                              | Destinació     |
| Álvaro Iglesias Quintana            | UD Lanzarote   |
| Alfredo Álvarez d'Arcaya Goikoetxea | CD Logroñés    |
| Lauri Soriano Martín                | Mérida UD      |
| Juan Manuel Pons Bascones           | UDA Gramenet   |
| Javier Lombardo Rayo                | UDA Gramenet   |
| Francesc Ruiz Valbuena Rodri        | Real Murcia CF |
| Germán Inglés Sánchez               | CF Gavà        |
| Keko Martínez Jiménez               | Terrassa FC    |
| José Ramírez Martín                 | FC Palafrugell |
| Jacobo Ribera Acedo                 |                |
| Juan López Bravo                    |                |
| Javier Prieto Castro                |                |

## Resultats
| Amistosos |

| 28 juliol 2001 | CE Llançà                        | 2 – 3         | UE Figueres                   | Llançà                                     |  |
|                | Serra 1' (p.p.) · Aitor 65' (p.) | El Punt Diari | 4' Kali · 70' Dani · 82' Peña | Camp de futbol municipal · Rubio Ponsatí · |  |

| 4 agost 2001 | CF Peralada | 0 – 3           | UE Figueres                      | Peralada                                     |  |
|              |             | Diari de Girona | 9' (p.) 40' (p.) Piti · 84' Kali | Municipal de Peralada · Cardosa Montesinos · |  |

| 5 agost 2001 | UE Hostoles      | 2 – 3         | UE Figueres                        | Sant Feliu de Pallerols                     |  |
|              | Pujolràs 15' 42' | El Punt Diari | 6' Guerra · 34' Antonio · 55' Peña | Camp de futbol municipal · Caler Martínez · |  |

| 9 agost 2001                           | CE Banyoles | 1 – 2         | UE Figueres           | Banyoles                                                         |  |
| XXXIII Torneig de l'Estany - Semifinal | Arimany 86' | El Punt Diari | 7' Peña · 93' Antonio | Nou Municipal de Banyoles · 350 espectadors · Daniel Izquierdo · |  |

| 10 agost 2001                      | RCD Espanyol B           | 2 – 0         | UE Figueres | Banyoles                                                         |  |
| XXXIII Torneig de l'Estany - Final | Postigo 29' · Gaizka 39' | El Punt Diari |             | Nou Municipal de Banyoles · 500 espectadors · Rubio Clavaguera · |  |

| Copa Catalunya |

| 18 maig 2001                                            | FC Palafrugell                                          | 0 – 0 (pp.)     | UE Figueres                                   | Palafrugell                                                        |                                               |
| 1a ronda                                                |                                                         | El Punt Diari   |                                               | Municipal de Palafrugell · 350 espectadors · Josep Sierra Cónsul · |                                               |
|                                                         |                                                         | Tanda de penals |                                               |                                                                    |                                               |
| Vílchez · Tarruella · Santos · Síria · Borrell · Boadas | Vílchez · Tarruella · Santos · Síria · Borrell · Boadas | 3 – 4           | Bravo · Pons · Fernando · Dani · Piti · Pagès | Bravo · Pons · Fernando · Dani · Piti · Pagès                      | Bravo · Pons · Fernando · Dani · Piti · Pagès |

| 26 maig 2001 | Vilobí CF | 0 – 2         | UE Figueres           | Vilobí d'Onyar                                                          |  |
| 2a ronda     |           | El Punt Diari | 59' Robert · 70' Juli | Camp de futbol municipal · 150 espectadors · Xavier Aguilar Rodríguez · |  |

| 15 agost 2001 | AE Roses         | 2 – 3         | UE Figueres                      | Roses                                                         |  |
| 4a ronda      | Jordi H. 61' 72' | El Punt Diari | 60' Peña · 67' Serra · 68' Salas | Estadi del Mas Oliva · 1.000 espectadors · Tartas Massaguer · |  |

| 19 agost 2001 | Palamós CF | 0 – 2           | UE Figueres              | Palamós                                       |  |
| 5a ronda      |            | Diari de Girona | 36' Pagès · 58' Fernando | Nou Estadi de Palamós · Josep Sierra Cónsul · |  |

| 25 agost 2001                              | UE Figueres                                | 2 – 2 (pp.)     | Terrassa FC                                        | Figueres                                                            |                                                    |
| 6a ronda                                   | Juli 37' · Pagès 73'                       | Diari de Girona | 33' Keko · 78' Monti                               | Municipal de Vilatenim · 300 espectadors · Ramón Torralba Jiménez · |                                                    |
|                                            |                                            | Tanda de penals |                                                    |                                                                     |                                                    |
| Pagès · Algar · Dani · Kali · Cano · Salas | Pagès · Algar · Dani · Kali · Cano · Salas | 4 – 5           | Gibanel · Dot · Keko · Juan Carlos · Monti · Lluís | Gibanel · Dot · Keko · Juan Carlos · Monti · Lluís                  | Gibanel · Dot · Keko · Juan Carlos · Monti · Lluís |

| Copa del Rei |

| 6 setembre 2001      | Andorra de Teruel | 1 – 2                   | UE Figueres          | Terol                                                                   |  |
| Ronda prèvia - Anada | David 12'         | Mundo Deportivo El Punt | 40' Kali · 61' Raset | Estadi Juan Antonio Endeiza · 2.000 espectadors · Eusebio Sáez García · |  |

| 20 setembre 2001       | UE Figueres                                                            | 8 – 0                   | Andorra de Teruel | Figueres                                                                 |  |
| Ronda prèvia - Tornada | Peña 5' 25' 42' · Kali 14' · Arnau 27' (p.) 32' · Ruano 40' · Dani 80' | Mundo Deportivo El Punt |                   | Municipal de Vilatenim · 300 espectadors · Romualdo Caballero Herreros · |  |

| 7 novembre 2001     | UE Figueres      | 1 – 0 (pr.)             | FC Barcelona | Figueres                                                             |  |
| 21:00 1/32 de final | Kali Garrido 93' | Mundo Deportivo El Punt |              | Municipal de Vilatenim · 9.472 espectadors · Alfonso Pino Zamorano · |  |

| 27 novembre 2001               | UE Figueres                    | 0 – 0 (pp.)             | CA Osasuna                          | Figueres                                                                 |                                     |
| 21:00 1/16 de final            |                                | Mundo Deportivo El Punt |                                     | Municipal de Vilatenim · 2.000 espectadors · José Javier Losantos Omar · |                                     |
|                                |                                | Tanda de penals         |                                     |                                                                          |                                     |
| Piti · Pagès · Algar · Cortada | Piti · Pagès · Algar · Cortada | 4 – 2                   | Armentano · Manolo · Muñoz · Sabino | Armentano · Manolo · Muñoz · Sabino                                      | Armentano · Manolo · Muñoz · Sabino |

| 12 desembre 2001           | UE Figueres          | 2 – 1                   | Novelda CF   | Figueres                                                                |  |
| 20:30 1/8 de final - Anada | Arnau 48' · Eloi 84' | Mundo Deportivo El Punt | 74' Madrigal | Municipal de Vilatenim · 2.000 espectadors · Juan Carlos Jaso Delgado · |  |

| 19 desembre 2001             | Novelda CF | 0 – 0                   | UE Figueres | Novelda                                                           |  |
| 21:30 1/8 de final - Tornada |            | Mundo Deportivo El Punt |             | Estadi La Magdalena · 4.000 espectadors · Juan Pereñíguez Pérez · |  |

| 9 gener 2002               | Córdoba CF | 0 – 2                   | UE Figueres         | Còrdova                                                                  |  |
| 21:30 1/4 de final - Anada |            | Mundo Deportivo El Punt | 52' Peña · 84' Eloi | Estadi Nuevo Arcángel · 5.500 espectadors · Fernando Teixeira Vitienes · |  |

| 16 gener 2002                | UE Figueres | 0 – 0                   | Córdoba CF | Figueres                                                               |  |
| 21:30 1/4 de final - Tornada |             | Mundo Deportivo El Punt |            | Municipal de Vilatenim · 7.000 espectadors · Miguel Ángel Ayza Gámez · |  |

| 24 gener 2002                | UE Figueres | 0 – 1                   | Deportivo de La Coruña | Figueres                                                                        |  |
| 21:30 1/2 semifinals - Anada |             | Mundo Deportivo El Punt | 5' Tristán             | Municipal de Vilatenim · 8.000 espectadors · Eduardo Jesús Iturralde González · |  |

| 30 gener 2002                  | Deportivo de La Coruña | 1 – 1                   | UE Figueres   | La Corunya                                                      |  |
| 21:15 1/2 semifinals - Tornada | Tristán 6'             | Mundo Deportivo El Punt | 92' (p.) Piti | Estadi de Riazor · 20.000 espectadors · Alfonso Pérez Burrull · |  |

| Segona Divisió B-Grup 2 |

| 1 setembre 2001 | UDA Gramenet | 0 – 0           | UE Figueres | Santa Coloma de Gramenet                                             |  |
| Jornada 1       |              | Mundo Deportivo |             | Nou Camp Municipal de Santa Coloma · Felipe Santiago Crespo García · |  |

| 9 setembre 2001 | UE Figueres | 0 – 2           | CD Logroñés   | Figueres                                           |  |
| Jornada 2       |             | Mundo Deportivo | 43' 76' Chelu | Municipal de Vilatenim · Jesús Villanueva Angulo · |  |

| 16 setembre 2001 | CD Alfaro | 0 – 3           | UE Figueres               | Alfaro                                         |  |
| Jornada 3        |           | Mundo Deportivo | 8' 72' Algar · 92' Guerra | Estadi La Molineta · Carlos Delgado Ferreiro · |  |

| 23 setembre 2001 | UE Figueres | 1 – 1           | RCD Espanyol B | Figueres                                          |  |
| Jornada 4        | Ruano 84'   | Mundo Deportivo | 79' (p.) Ivo   | Municipal de Vilatenim · Abilio García Carreras · |  |

| 30 setembre 2001 | SD Beasain | 0 – 4           | UE Figueres                                   | Beasain                                          |  |
| Jornada 5        |            | Mundo Deportivo | 36' (p.) 44' (p.) Piti · 80' Kali · 87' Algar | Estadi Loinaz · Elías Javier Fontériz Menéndez · |  |

| 7 octubre 2001 | UE Figueres         | 2 – 0           | UE Lleida | Figueres                                            |  |
| Jornada 6      | Juli 16' · Kali 93' | Mundo Deportivo |           | Municipal de Vilatenim · Jordi Esquerdo Rodríguez · |  |

| 14 octubre 2001 | CE Mataró            | 2 – 1           | UE Figueres | Mataró                                                     |  |
| Jornada 7       | Prats 81' · Mora 93' | Mundo Deportivo | 32' Kali    | Camp Municipal Carles Padrós · José Luis Renales Galindo · |  |

| 21 octubre 2001 | UE Figueres  | 2 – 1           | CE Binèfar     | Figueres                                       |  |
| Jornada 8       | Kali 20' 28' | Mundo Deportivo | 75' (p.) Íñigo | Municipal de Vilatenim · Manuel Armero Conde · |  |

| 28 octubre 2001 | SD Eibar B                   | 2 – 1           | UE Figueres | Eibar                                                    |  |
| Jornada 9       | Erostarbe 20' · Iglesias 43' | Mundo Deportivo | 94' Algar   | Instal·lacions d'Unbe · José Antonio Teixeira Vitienes · |  |

| 4 novembre 2001 | UE Figueres | 0 – 1           | Terrassa FC | Figueres                                         |  |
| Jornada 10      |             | Mundo Deportivo | 81' Bordas  | Municipal de Vilatenim · Óscar Gauna Rodríguez · |  |

| 11 novembre 2001 | UE Figueres                 | 4 – 2           | CD Calahorra | Figueres                                               |  |
| Jornada 11       | Kali 18' 39' 53' · Juli 30' | Mundo Deportivo | 31' 90' Acaz | Municipal de Vilatenim · Jesús María Orueta Ibarrola · |  |

| 18 novembre 2001 | FC Barcelona B            | 2 – 0           | UE Figueres | Barcelona                           |  |
| Jornada 12       | Babangida 23' · Jofre 93' | Mundo Deportivo |             | Miniestadi · Aitor Mensuro Miguel · |  |

| 24 novembre 2001 | UE Figueres | 0 – 3           | CE Sabadell FC                     | Figueres                                            |  |
| Jornada 13       |             | Mundo Deportivo | 22' Gago · 70' Pallarès · 88' Leoz | Municipal de Vilatenim · José Javier Roche Ferrer · |  |

| 2 desembre 2001 | CE L'Hospitalet | 1 – 0           | UE Figueres | L'Hospitalet de Llobregat                                        |  |
| Jornada 14      | José 35'        | Mundo Deportivo |             | Estadi Municipal Futbol L’Hospitalet · José Luis Torres Clapés · |  |

| 7 desembre 2001 | UE Figueres | 0 – 1           | Real Unión  | Figueres                                        |  |
| Jornada 15      |             | Mundo Deportivo | 42' Careaga | Municipal de Vilatenim · Julio Bastida García · |  |

| 23 desembre 2001 | UE Figueres | 2 – 0           | CA Osasuna B | Figueres                                             |  |
| Jornada 17       | Peña 9' 49' | Mundo Deportivo |              | Municipal de Vilatenim · Roberto de Pintos Francés · |  |

| 6 gener 2002 | SD Huesca | 1 – 2           | UE Figueres         | Osca                                              |  |
| Jornada 18   | Pitu 81'  | Mundo Deportivo | 53' Kali · 88' Eloi | Estadi El Alcoraz · Romualdo Caballero Herreros · |  |

| 13 gener 2002 | UE Figueres | 1 – 0           | Real Sociedad B | Figueres                                        |  |
| Jornada 19    | Peña 70'    | Mundo Deportivo |                 | Municipal de Vilatenim · Carlos Campos Andreu · |  |

| 20 gener 2002 | UE Figueres | 1 – 2           | UDA Gramenet            | Figueres                                        |  |
| Jornada 20    | Freixa 54'  | Mundo Deportivo | 55' Larios · 58' Blanco | Municipal de Vilatenim · Juan Cayuela Milagro · |  |

| 27 gener 2002 | UD Logroñés | 1 – 0           | UE Figueres | Logronyo                                          |  |
| Jornada 21    | Álex 57'    | Mundo Deportivo |             | Estadi Las Gaunas · Jesús María Orueta Ibarrola · |  |

| 3 febrer 2002 | UE Figueres      | 1 – 1           | CD Alfaro     | Figueres                                    |  |
| Jornada 22    | Jalle 43' (p.p.) | Mundo Deportivo | 90' Bobadilla | Municipal de Vilatenim · Luis López Muñoz · |  |

| 6 febrer 2002 | RCD Espanyol B | 1 – 1           | UE Figueres | Sant Adrià de Besòs                                     |  |
| Jornada 23    | Crusat 76'     | Mundo Deportivo | 78' Piti    | Ciutat Esportiva Sant Adrià · Pedro Juan Díaz Batista · |  |

| 10 febrer 2002 | UE Figueres                 | 3 – 0           | SD Beasain | Figueres                                           |  |
| Jornada 24     | Peña 6' 73' · Piti 50' (p.) | Mundo Deportivo |            | Municipal de Vilatenim · José Luis Torres Clapés · |  |

| 13 febrer 2002 | Real Zaragoza B | 0 – 1           | UE Figueres | Saragossa                                                  |  |
| Jornada 16     |                 | Mundo Deportivo | 22' Ruano   | Ciudad Deportiva del Real Zaragoza · Manuel Armero Conde · |  |

| 17 febrer 2002 | UE Lleida             | 2 – 1           | UE Figueres | Lleida                                   |  |
| Jornada 25     | Sergio 76' · Joel 81' | Mundo Deportivo | 56' Peña    | Camp d'Esports · Israel Simón del Pino · |  |

| 24 febrer 2002 | UE Figueres | 0 – 2           | CE Mataró           | Figueres                                        |  |
| Jornada 26     |             | Mundo Deportivo | 7' Prats · 34' Mora | Municipal de Vilatenim · Aitor Mensuro Miguel · |  |

| 3 març 2002 | CE Binèfar        | 1 – 2           | UE Figueres               | Binèfar                           |  |
| Jornada 27  | Monforte 29' (p.) | Mundo Deportivo | 21' Kali · 35' (p.) Algar | Los Olmos · Rafael Romeo Moreno · |  |

| 10 març 2002 | UE Figueres | 0 – 2           | SD Eibar B                | Figueres                                                    |  |
| Jornada 28   |             | Mundo Deportivo | 60' Yangüela · 73' Franco | Municipal de Vilatenim · Francisco Javier de Diego Pagola · |  |

| 17 març 2002 | Terrassa FC | 0 – 0           | UE Figueres | Terrassa                                                     |  |
| Jornada 29   |             | Mundo Deportivo |             | Estadi Olímpic de Terrassa · Felipe Santiago Crespo García · |  |

| 24 març 2002 | CD Calahorra                       | 3 – 1           | UE Figueres | Calahorra                                      |  |
| Jornada 30   | Tres 51' · Larraza 80' · Funes 88' | Mundo Deportivo | 61' Peña    | Estadi La Planilla · Carlos Delgado Ferreiro · |  |

| 30 març 2002 | UE Figueres | 1 – 1           | FC Barcelona B | Figueres                                            |  |
| Jornada 31   | Cardona 52' | Mundo Deportivo | 84' Trashorras | Municipal de Vilatenim · Juan Carlos Jaso Delgado · |  |

| 7 abril 2002 | CE Sabadell FC | 1 – 0           | UE Figueres | Sabadell                                    |  |
| Jornada 32   | Sala 37'       | Mundo Deportivo |             | Nova Creu Alta · Eduardo Soriano Martínez · |  |

| 14 abril 2002 | UE Figueres | 0 – 2           | CE L'Hospitalet         | Figueres                                                    |  |
| Jornada 33    |             | Mundo Deportivo | 15' Ollés · 72' Bartrés | Municipal de Vilatenim · Francisco Javier Pardo del Burgo · |  |

| 19 abril 2002 | Real Unión | 0 – 0           | UE Figueres | Irun                                    |  |
| Jornada 34    |            | Mundo Deportivo |             | Stadium Gal · Santiago Montes Llaneza · |  |

| 26 abril 2002 | UE Figueres | 0 – 0           | Real Zaragoza B | Figueres                                               |  |
| Jornada 35    |             | Mundo Deportivo |                 | Municipal de Vilatenim · Romualdo Caballero Herreros · |  |

| 4 maig 2002 | CA Osasuna B | 0 – 1           | UE Figueres | Pamplona                                                                  |  |
| Jornada 36  |              | Mundo Deportivo | 9' Ruano    | Instalaciones Deportivas de Tajonar · Francisco Javier Llorente Carcedo · |  |

| 12 maig 2002 | UE Figueres          | 2 – 1           | SD Huesca | Figueres                                              |  |
| Jornada 37   | Eloi 27' · Algar 67' | Mundo Deportivo | 33' Bauti | Municipal de Vilatenim · Carolina Doménech Ceballos · |  |

| 18 maig 2002 | Real Sociedad B              | 3 – 2           | UE Figueres                  | Sant Sebastià                                           |  |
| Jornada 38   | Ugarte 45' 92' · Alberdi 71' | Mundo Deportivo | 35' (p.) Cardona · 90' Salas | Instal·lacions de Zubieta · Alberto Quintana Mendiola · |  |

## Classificació
| Pos. | Equip           | J  | G  | E  | P  | GF | GC | DG  | pts. |
| --- | --------------- | -- | -- | -- | -- | -- | -- | --- | ---- |
| 1r | FC Barcelona B  | 38 | 21 | 8  | 9  | 73 | 41 | +32 | 71   |
| 2n | RCD Espanyol B  | 38 | 19 | 10 | 9  | 63 | 39 | +24 | 67   |
| 3r | Real Zaragoza B | 38 | 19 | 10 | 9  | 54 | 33 | +21 | 67   |
| 4t | CE L'Hospitalet | 38 | 19 | 8  | 11 | 66 | 34 | +32 | 65   |
| 5è | Terrassa FC     | 38 | 18 | 9  | 11 | 51 | 36 | +15 | 63   |
| 6è | Real Unión      | 38 | 17 | 8  | 13 | 40 | 37 | +3  | 59   |
| 7è | UDA Gramenet    | 38 | 17 | 8  | 13 | 47 | 47 | 0   | 59   |
| 8è | CE Mataró       | 38 | 16 | 10 | 12 | 60 | 48 | +12 | 58   |
| 9è | UE Lleida       | 38 | 16 | 8  | 14 | 56 | 55 | +1  | 56   |
| 10è | CD Logroñés     | 38 | 14 | 12 | 12 | 54 | 45 | +9  | 54   |
| 11è | CA Osasuna B    | 38 | 12 | 12 | 14 | 39 | 37 | +2  | 48   |
| 12è | CD Calahorra    | 38 | 13 | 9  | 16 | 44 | 50 | -6  | 48   |
| 13è | UE Figueres     | 38 | 13 | 8  | 17 | 40 | 42 | -2  | 47   |
| 14è | CE Sabadell FC  | 38 | 13 | 7  | 18 | 47 | 57 | -10 | 46   |
| 15è | CE Binèfar      | 38 | 12 | 9  | 17 | 39 | 53 | -14 | 45   |
| 16è | SD Beasain      | 38 | 11 | 11 | 16 | 43 | 61 | -18 | 44   |
| 17è | Real Sociedad B | 38 | 11 | 9  | 18 | 38 | 57 | -19 | 42   |
| 18è | SD Eibar B      | 38 | 9  | 11 | 18 | 29 | 48 | -19 | 38   |
| 19è | SD Huesca       | 38 | 10 | 5  | 23 | 37 | 58 | -21 | 35   |
| 20è | CD Alfaro       | 38 | 7  | 14 | 17 | 33 | 75 | -42 | 35   |
| En groc, els equips que disputaren la lligueta de promoció a Segona Divisió A, i en vermell, els que descendiren a Tercera Divisió. |                 |    |    |    |    |    |    |     |      |

## Estadístiques individuals (lliga i copa)
| Jugador                           | P. | T. | S. | M.   | G. | TG | TV |
| --------------------------------- | -- | -- | -- | ---- | -- | -- | -- |
| Juan Carlos Caballero Marín       | 31 | 31 | 0  | 2850 | 0  | 2  | 0  |
| Félix Campo Alonso                | 17 | 17 | 0  | 1530 | 0  | 1  | 0  |
| Esteve Moner Écija                | 0  | 0  | 0  | 0    | 0  | 0  | 0  |
| Julio Algar Pérez-Castilla        | 46 | 40 | 6  | 3799 | 6  | 5  | 0  |
| Jesús Salvador Suso Ruano Cabrera | 43 | 42 | 1  | 3876 | 4  | 13 | 1  |
| Miguel Ángel Salas Bestard        | 43 | 42 | 1  | 3727 | 1  | 15 | 1  |
| Albert Serra Figueras             | 41 | 32 | 9  | 3136 | 0  | 14 | 0  |
| Arnau Sala Descals                | 35 | 33 | 2  | 1771 | 3  | 16 | 1  |
| Jordi Freixa Hernández            | 43 | 41 | 2  | 3732 | 1  | 7  | 2  |
| Daniel Fernández Veiras           | 31 | 27 | 4  | 2393 | 1  | 11 | 1  |
| Fernando Núñez Lázaro             | 32 | 28 | 4  | 2544 | 0  | 10 | 0  |
| Sergi Raset Reguero               | 26 | 15 | 11 | 1332 | 1  | 6  | 0  |
| Miguel Ángel Núñez García         | 7  | 4  | 3  | 346  | 0  | 1  | 0  |
| Pedro Piti Belmonte Rincón        | 36 | 30 | 6  | 2833 | 5  | 9  | 0  |
| Josep Pagès Berga                 | 34 | 28 | 6  | 2158 | 0  | 11 | 1  |
| Víctor Cardona Anglada            | 11 | 3  | 8  | 327  | 2  | 1  | 0  |
| Àngel Cortada Borràs              | 12 | 9  | 3  | 825  | 0  | 2  | 0  |
| José Félix Kali Garrido Muro      | 41 | 31 | 10 | 2524 | 13 | 11 | 2  |
| José Luis Peña Revilla            | 45 | 33 | 12 | 3052 | 11 | 7  | 0  |
| Juli Sunyer Serrat                | 33 | 23 | 10 | 1937 | 2  | 2  | 0  |
| Eloi Fontanella Bonjoch           | 33 | 14 | 19 | 1419 | 4  | 4  | 0  |
| Álex Villanueva Vila              | 9  | 3  | 6  | 341  | 0  | 0  | 0  |
| José Cano Negro                   | 10 | 2  | 8  | 350  | 0  | 2  | 0  |
| José Emilio Guerra Rodríguez      | 3  | 0  | 3  | 60   | 1  | 0  | 0  |
| Antonio Carnero Saavedra          | 3  | 0  | 3  | 71   | 0  | 0  | 0  |